# 天大将军增十六
英仙座2，又名BD+50 379，HD 11291、SAO 22696、HR 536，是英仙座的一颗恒星，视星等为5.79，位于銀經132.64，銀緯-10.93，其B1900.0坐标为赤經1h 45m 47.5s，赤緯+50° -10.93′ 55″。